# Diócesis de Port-de-Paix
La diócesis de Port-de-Paix (en latín: Dioecesis Portus Pacis, en francés: Diocèse de Port-de-Paix y en criollo haitiano: Dyosèz Pòdpè) es una circunscripción eclesiástica latina de la Iglesia católica en Haití, sufragánea de la arquidiócesis de Cabo Haitiano. La diócesis tiene al obispo Charles Peters Barthélus como su ordinario desde el 14 de abril de 2020. 

## Territorio y organización
La diócesis tiene 4500 km² y extiende su jurisdicción sobre los fieles católicos de rito latino residentes en el departamento Noroeste y áreas adyacentes.
La sede de la diócesis se encuentra en la ciudad de Port-de-Paix, en donde se halla la Catedral de la Inmaculada Concepción.
En 2019 en la diócesis existían 32 parroquias.

## Historia
La diócesis fue erigida el 3 de octubre de 1861 mediante la bula Proprium fuit del papa Pío IX separando territorio de la arquidiócesis de Santo Domingo. Originariamente era sufragánea de la arquidiócesis de Puerto Príncipe.
El 7 de abril de 1988 entró a formar parte de la provincia eclesiástica de la arquidiócesis de Cabo Haitiano.

## Estadísticas
De acuerdo al Anuario Pontificio 2020 la diócesis tenía a fines de 2019 un total de 420 750 fieles bautizados.
| Año                                                                             | Población            | Población | Población      | Sacerdotes | Sacerdotes    | Sacerdotes    | Bautizados por sacerdote | Diáconos permanentes | Religiosos | Religiosos | Parroquias |
| Año                                                                             | Bautizados católicos | Total     | % de católicos | Total      | Clero secular | Clero regular | Bautizados por sacerdote | Diáconos permanentes | Varones    | Mujeres    | Parroquias |
| ------------------------------------------------------------------------------- | -------------------- | --------- | -------------- | ---------- | ------------- | ------------- | ------------------------ | -------------------- | ---------- | ---------- | ---------- |
| 1949                                                                            | 140 000              | 180 000   | 77.8           | 22         |               | 22            | 6363                     |                      | 4          | 36         | 10         |
| 1966                                                                            | 200 000              | 250 000   | 80.0           | 26         |               | 26            | 7692                     |                      | 7          | 24         | 12         |
| 1970                                                                            | 210 000              | 275 000   | 76.4           | 23         | 1             | 22            | 9130                     |                      | 27         | 40         | 11         |
| 1976                                                                            | 268 000              | 323 000   | 83.0           | 27         |               | 27            | 9925                     |                      | 48         | 38         | 10         |
| 1980                                                                            | 273 000              | 329 000   | 83.0           | 22         | 2             | 20            | 12 409                   |                      | 43         | 44         | 10         |
| 1990                                                                            | 314 500              | 370 000   | 85.0           | 25         | 5             | 20            | 12 580                   |                      | 57         | 35         | 13         |
| 1999                                                                            | 280 000              | 430 970   | 65.0           | 31         | 8             | 23            | 9032                     |                      | 49         | 40         | 15         |
| 2000                                                                            | 280 000              | 435 000   | 64.4           | 37         | 8             | 29            | 7567                     |                      | 53         | 35         | 15         |
| 2001                                                                            | 284 000              | 430 000   | 66.0           | 25         | 9             | 16            | 11 360                   |                      | 37         | 33         | 15         |
| 2002                                                                            | 284 500              | 430 000   | 66.2           | 25         | 9             | 16            | 11 380                   |                      | 37         | 33         | 16         |
| 2003                                                                            | 298 000              | 446 000   | 66.8           | 32         | 13            | 19            | 9312                     |                      | 57         | 35         | 15         |
| 2004                                                                            | 330 000              | 550 000   | 60.0           | 35         | 14            | 21            | 9428                     |                      | 49         | 46         | 17         |
| 2013                                                                            | 384 000              | 519 000   | 74.0           | 33         | 22            | 11            | 11 636                   |                      | 28         | 38         | 21         |
| 2016                                                                            | 405 000              | 675 000   | 60.0           | 45         | 37            | 8             | 9000                     |                      | 20         | 34         | 26         |
| 2019                                                                            | 420 750              | 700 000   | 60.1           | 52         | 44            | 8             | 8091                     |                      | 27         | 34         | 32         |
| Fuente: Catholic-Hierarchy, que a su vez toma los datos del Anuario Pontificio. |                      |           |                |            |               |               |                          |                      |            |            |            |

## Episcopologio
- Sede vacante (1861-1928)
- Martial-Guillaume-Marie Testard du Cosquer † (1 de octubre de 1863-27 de julio de 1869 falleció) (administrador apostólico)
- Alexis-Jean-Marie Guilloux (Guillons) † (27 de junio de 1870-24 de octubre de 1885 falleció) (administrador apostólico)
- Constant-Mathurin Hillion † (10 de junio de 1886-21 de febrero de 1890 falleció) (administrador apostólico)

- Paul-Marie Le Bihain, S.M.M. † (9 de octubre de 1928-21 de mayo de 1935 falleció)
- Albert-Marie Guiot, S.M.M. † (14 de enero de 1936-5 de octubre de 1975 falleció)
  - Sede vacante (1975-1978)
- Rémy Jérôme Augustin, S.M.M. † (18 de septiembre de 1978-22 de febrero de 1982 renunció)
- François Colímon, S.M.M. (22 de febrero de 1982-1 de marzo de 2008 renunció)
- Pierre-Antoine Paulo, O.M.I. † (1 de marzo de 2008-14 de abril de 2020 retirado)
- Charles Peters Barthélus, desde el 14 de abril de 2020